# Мис Говена
59°48′12″ пн. ш. 166°05′54″ сх. д. / 59.80333° пн. ш. 166.09833° сх. д.
Мис Говена — мис Камчатського краю, що є найпівденнішою точкою півостріва Говена і вдається в Берингове море. Мис Говена є східним вхідним мисом затоки Корфа і північно-східним вхідним мисом Карагінської затоки.
Мис є невисоким, вертикальним сірим обривом, утворений схилами гори Південна. Козакам-землепроходцям XVIII століття цей мис був відомий як мис Говенській Ніс (від коряк. Гыввын — «камінь»). Пізніше була прийнята милозвучніша форма — мис Говена. Згодом весь півострів був названий на честь мису — півострів Говена.
Мис Говена — місце проживання морських ссавців: сивучів і  плямистих тюленів. Також тут мешкають бурі ведмеді.